# Ларина (село)
Ла́рина (рос. Ларина) — село у складі Байкаловського району Свердловської області. Входить до складу Краснополянського сільського поселення.
Населення — 123 особи (2010, 163 у 2002).
Національний склад населення станом на 2002 рік: росіяни — 96 %.
До 2017 року село мало статус присілка.